# Leichtathletik-Länderkampf der Frauen 1971 BR Deutschland – Rumänien
| 3. Leichtathletik-Länderkampf mit bundesdeutscher Beteiligung 1971 | 3. Leichtathletik-Länderkampf mit bundesdeutscher Beteiligung 1971 |
| ------------------------------------------------------------------ | ------------------------------------------------------------------ |
|                                                                    |                                                                    |
| Ländervergleich der Frauen: BR Deutschland – Rumänien              |                                                                    |
| Austragungsort                                                     | Geretsried                                                         |
| Wettbewerbe                                                        | 13                                                                 |
| Datum                                                              | 12. Juni                                                           |
| 1. FRG 2. ROU                                                      | 87 Punkte 53 Punkte                                                |
| Chronik                                                            |                                                                    |
| ← ROU-FRG-POL 10kampf (M)                                          | GBR - FRG A - FRG B00 Marathon (M) →                               |

Im dritten Vergleich des Länderkampfjahres 1971 trafen die bundesdeutschen Frauen zum zweiten Mal auf Rumänien. Die Begegnung fand am 12. Juni in Geretsried statt. Den ersten Vergleich zwei Jahre zuvor im rumänischen Constanța hatten die bundesdeutschen Frauen klar für sich entschieden.

## Wettbewerb und Modus
Auf dem Programm standen die inzwischen üblichen dreizehn Wettbewerbe, die das damalige olympische Frauenprogramm komplett abdeckten und darüber hinaus den 1500-Meter-Lauf und die 4-mal-400-Meter-Staffel beinhalteten. Anstelle des Hürdenlaufs über 80 Meter wurde wie bei den Olympischen Spielen ab 1972 der 100-Meter-Hürdenlauf ausgetragen. Die Wertung erfolgte in allen Disziplinen nach dem Standardsystem.

## Ergebnis
Das Ergebnis dieses Länderkampfs war eine klare Angelegenheit. Die rumänischen Sportlerinnen konnten nur in den Sprüngen mithalten. Dort errang jedes Team jeweils einen Disziplinsieg. Ansonsten lagen die bundesdeutschen Leichtathletinnen in allen Bereichen deutlich vorn. Die Rumäninnen konnten lediglich das Rennen über 100 Meter Hürden für sich entscheiden, alle anderen Wettbewerbe gingen an die Bundesrepublik. So gewannen die bundesdeutschen Frauen diesen Vergleich mit 87 zu 53 Punkten.

## Legende
Kurze Übersicht zur Bedeutung der Symbolik – so üblicherweise auch in sonstigen Veröffentlichungen verwendet:
| DSQ | disqualifiziert |

## Resultate

### 100 m
| Platz | Athletin             | Land | Zeit (s) |
| ----- | -------------------- | ---- | -------- |
| 1     | Christine Tackenberg | FRG  | 11,8     |
| 2     | Inge Helten          | FRG  | 11,8     |
| 3     | Marianne Goth        | ROU  | 12,2     |
| 4     | Alexandra Anghelescu | ROU  | 12,5     |

### 200 m
| Platz | Athletin          | Land | Zeit (s) |
| ----- | ----------------- | ---- | -------- |
| 1     | Annegret Kroniger | FRG  | 24,1     |
| 2     | Rita Wilden       | FRG  | 24,1     |
| 3     | Valeria Bufanu    | ROU  | 24,4     |
| 4     | Marianne Goth     | ROU  | 24,6     |

### 400 m
| Platz | Athletin            | Land | Zeit (s) |
| ----- | ------------------- | ---- | -------- |
| 1     | Inge Bödding        | FRG  | 53,8     |
| 2     | Alexandrina Badescu | ROU  | 55,2     |
| 3     | Mariana Suman       | ROU  | 56,7     |
| 4     | Christa Czekay      | FRG  | 66,8     |

### 800 m
| Platz | Athletin        | Land | Zeit (min)      |
| ----- | --------------- | ---- | --------------- |
| 1     | Hildegard Falck | FRG  | 2:04,5          |
| 2     | Christa Merten  | FRG  | 2:10,7          |
| 3     | Fita Rafira     | ROU  | 2:11,6          |
| DSQ   | Ileana Silai    | ROU  | zwei Fehlstarts |

### 1500 m
| Platz | Athletin        | Land | Zeit (min) |
| ----- | --------------- | ---- | ---------- |
| 1     | Ellen Tittel    | FRG  | 4:22,5     |
| 2     | Maria Linca     | ROU  | 4:23,6     |
| 3     | Elisabeth Baciu | ROU  | 4:28,0     |
| 4     | Sylvia Schenk   | FRG  | 4:28,1     |

### 100 m Hürden
| Platz | Athletin       | Land | Zeit (s) |
| ----- | -------------- | ---- | -------- |
| 1     | Valeria Bufanu | ROU  | 13,7     |
| 2     | Margit Bach    | FRG  | 13,9     |
| 3     | Gudrun Gülck   | FRG  | 14,3     |
| 4     | Viorica Enescu | ROU  | 14,7     |

### 4 × 100 m Staffel
| Platz | Besetzung      | Land                                                                        | Zeit (s) |
| ----- | -------------- | --------------------------------------------------------------------------- | -------- |
| 1     | BR Deutschland | Elfgard Schittenhelm Christine Tackenberg Rita Wilden Ingrid Mickler-Becker | 44,7     |
| 2     | Rumänien       | Moranu Marianne Goth Alexandra Anghelescu Valeria Bufanu                    | 46,8     |

### 4 × 400 m Staffel
| Platz | Besetzung      | Land                                                              | Zeit (min) |
| ----- | -------------- | ----------------------------------------------------------------- | ---------- |
| 1     | BR Deutschland | Ursula Schruff Gisela Ahlemeyer Annette Rückes Gisela Ellenberger | 3:43,3     |
| 2     | Rumänien       | Fita Rafira Alexandrina Badescu Mariana Suman Ileana Silai        | 3:47,5     |

### Hochsprung
| Platz | Athletin         | Land | Höhe (m) |
| ----- | ---------------- | ---- | -------- |
| 1     | Cornelia Popescu | ROU  | 1,80     |
| 2     | Renate Gärtner   | FRG  | 1,80     |
| 3     | Virginia Bond    | ROU  | 1,77     |
| 4     | Ellen Mundinger  | FRG  | 1,71     |

### Weitsprung
| Platz | Athletin             | Land | Weite (m) |
| ----- | -------------------- | ---- | --------- |
| 1     | Heide Rosendahl      | FRG  | 6,59      |
| 2     | Alina Popescu        | ROU  | 6,18      |
| 3     | Viorica Viscopoleanu | ROU  | 6,12      |
| 4     | Heidi Schüller       | FRG  | 6,11      |

### Kugelstoßen
| Platz | Athletin         | Land | Weite (m) |
| ----- | ---------------- | ---- | --------- |
| 1     | Marlene Fuchs    | FRG  | 16,57     |
| 2     | Valentins Zoltan | ROU  | 15,57     |
| 3     | Sigrun Kofink    | FRG  | 15,47     |
| 4     | Ana Sălăgean     | ROU  | 15,23     |

### Diskuswurf
| Platz | Athletin           | Land | Weite (m) |
| ----- | ------------------ | ---- | --------- |
| 1     | Liesel Westermann  | FRG  | 57,96     |
| 2     | Argentina Menis    | ROU  | 57,34     |
| 3     | Lia Manoliu        | ROU  | 57,22     |
| 4     | Brigitte Berendonk | FRG  | 55,08     |

### Speerwurf
| Platz | Athletin           | Land | Weite (m) |
| ----- | ------------------ | ---- | --------- |
| 1     | Anneliese Gerhards | FRG  | 54,70     |
| 2     | Marion Becker      | ROU  | 53,58     |
| 3     | Ameli Koloska      | FRG  | 53,36     |
| 4     | Mihaela Peneș      | ROU  | 42,56     |